# 苏秀
苏秀（1926年6月—2023年1月7日），女，籍贯河北，生于吉林长春，中国配音艺术家，上海电影译制厂配音演员和译制导演。